# Izbica Nowa
Izbica Nowa – nieistniejąca już wieś w gminie Izbica lub w gminie Tarnogóra, powiecie krasnostawskim; prawdopodobnie kolonia lub przysiółek Izbicy istniejący w latach międzywojennych.
Barbara Czopek w Nazwach miejscowych dawnej ziemi chełmskiej i bełskiej w granicach dzisiejszego państwa polskiego, w skorowidzu miejscowości umieszcza Izbicę Nową w powiecie krasnostawskim. Jako źródło podany został Skorowidz miejscowości RP, tom 4. z 1924 r. Skorowidz ten na str. 48 umiejscawia tę wieś w powiecie krasnostawskim. Miejscowość ta miała 186 mieszkańców, 26 budynków mieszkalnych, 133 osoby były narodowości polskiej (w tym 3 wyznania prawosławnego), a 53 żydowskiej. Wieś ta dzisiaj już nie istnieje w oficjalnych spisach GUS-u (np. w systemie TERYT).